# Perjasica
 Perjasica  falu Horvátországban, Károlyváros megyében. Közigazgatásilag Barilovićhoz tartozik.

## Fekvése
Károlyvárostól 23 km-re, községközpontjától 12 km-re délnyugatra a Kordun területén fekszik.

## Története
A településnek 1857-ben 254, 1910-ben 332 lakosa volt. Trianon előtt Modrus-Fiume vármegye Vojnići járásához tartozott. 2011-ben 17 lakosa volt.

## Lakosság
| Lakosság változása | Lakosság változása | Lakosság változása | Lakosság változása | Lakosság változása | Lakosság változása | Lakosság változása | Lakosság változása | Lakosság változása | Lakosság változása | Lakosság változása | Lakosság változása | Lakosság változása | Lakosság változása | Lakosság változása | Lakosság változása |
| ------------------ | ------------------ | ------------------ | ------------------ | ------------------ | ------------------ | ------------------ | ------------------ | ------------------ | ------------------ | ------------------ | ------------------ | ------------------ | ------------------ | ------------------ | ------------------ |
| 1857               | 1869               | 1880               | 1890               | 1900               | 1910               | 1921               | 1931               | 1948               | 1953               | 1961               | 1971               | 1981               | 1991               | 2001               | 2011               |
| 254                | 242                | 261                | 239                | 292                | 332                | 321                | 360                | 247                | 279                | 229                | 184                | 137                | 116                | 34                 | 17                 |

## Nevezetességei
Mihály arkangyal és Gábor főangyal tiszteletére szentelt pravoszláv temploma a Generalski Stolra vezető út mellett található, romokban áll. 1942-ben partizánok gyújtották fel és azóta sem építették újjá. A templom egyhajós, keletelt, téglalap alaprajzú, a hajónál valamivel keskenyebb félköríves szentéllyel, a főhomlokzat feletti harangtoronnyal. A templomot 1749-ben kőből építették, majd a 19. század végén újjáépítették, amikor a homlokzatokat átalakították, és a szentély padlóját kerámia csempével burkolták. A második világháborúban a boltozat és a tető beomlott, a berendezés elpusztult. Állnak még a hajó körítőfalai, részben a párkány magasságáig, a harangtorony az egykori toronysisak nélkül, valamint megvan még a hajó és a szentély burkolata. A templom Kordun tágabb körzetének egyik legrégebbi ortodox szakrális épülete, melynek jelentőségét a főportálon fennmaradt felirat is hangsúlyozza, amely az építtetőkre vonatkozó adatokat tartalmazza. Minden év augusztus 2-án Szent Illés ünnepén a templomnál körmenetet tartanak.